# Mazdalfa
Mazdalfa (arab. مزدلفة) – wieś w Syrii, w muhafazie Aleppo, w dystrykcie Ajn al-Arab. W 2004 roku liczyła 140 mieszkańców.